# Rhynchozoon zealandicum
Rhynchozoon zealandicum är en mossdjursart som beskrevs av Gordon 2009. Rhynchozoon zealandicum ingår i släktet Rhynchozoon och familjen Phidoloporidae. Inga underarter finns listade i Catalogue of Life.